# ニュー川

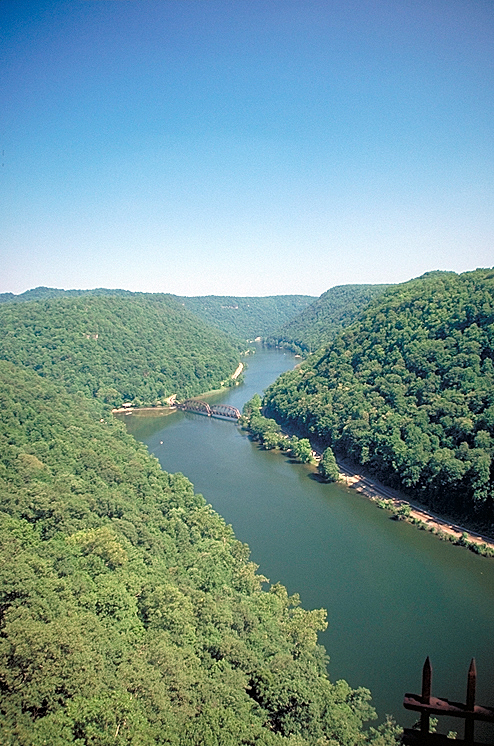
ホークスネスト州立公園からのニュー川の眺望

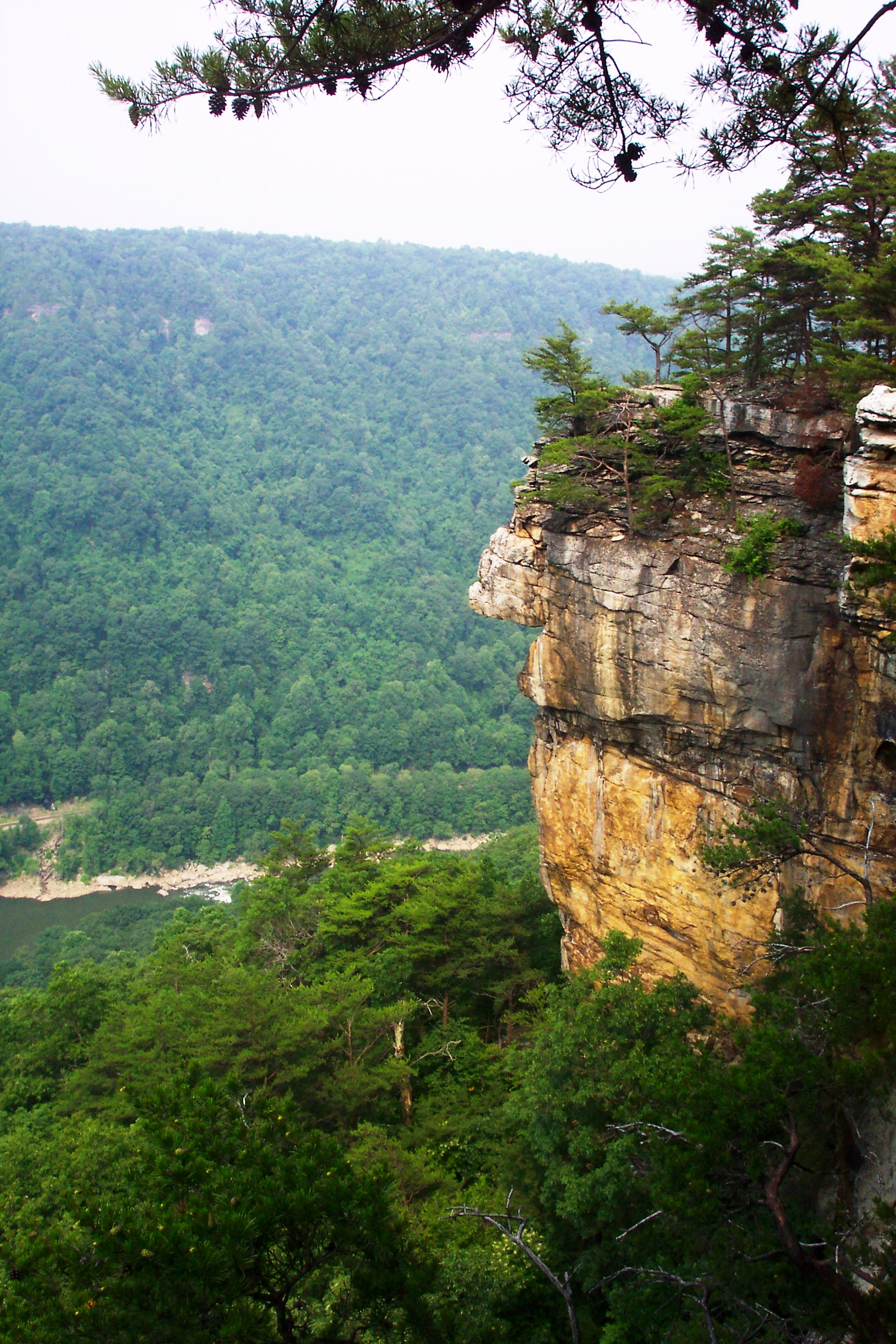
ニュー川渓谷

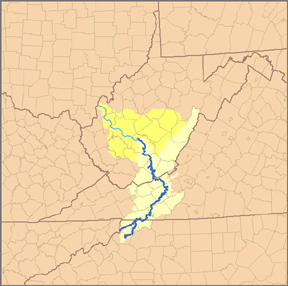
ニュー川及びカナワ川とその流域（ハイライト部分がニュー川とその流域）

ニュー川（ニューがわ、New River）は、アメリカ合衆国のノースカロライナ州、バージニア州およびウェストバージニア州を流れる川である。ミシシッピ川水系に属するカナワ川（Kanawha River）の支流で全長は約515kmある。ウエストバージニア州を流れる部分の大半はニュー川渓谷国立河川公園（New River Gorge National River、ニューリバー・ゴージ国立河川公園）に指定されている。ニュー川は、アメリカ合衆国の歴史的河川（American Heritage River）のひとつである。

## 流路
ニュー川は、サウス・フォーク・ニュー川とノース・フォーク・ニュー川がノースカロライナ州アッシュ郡で合流して始まる。バージニア州南西部のギャラクス付近を北東に向かい、アイアン・マウンテンの渓谷を流れる。プラスキ郡に入り、クレイターダム（Claytor Dam）で堰き止められ、クレイター湖（Claytor Lake）を形成する。ダムの北側で、リトル川（Little River）を合わせ、ラドフォード市街地を沿うように流れ、狭隘な峡谷を経てウォーカー山に至る。さらにジャイルズ郡とナロウズを北に流れ、ウエストバージニア州へ入る。
ウエストバージニア州サマーズ郡のブルーストンダム（Bluestone Dam）で堰き止められ、ブルーストン湖（Bluestone Lake）を形成する。ダムの直下でグリーンブライヤー川（Greenbrier River）を合わせ、ニュー川渓谷へ向かう。渓谷の終わり付近にファイエットビルがあり、その数キロメートル北西でゴーリー川（Gauley River）と合流して、カナワ川となる。

## 地質学
「新しい川」という意味の名を持つにもかかわらず、この川は、世界で最も古い川のひとつであり、3億6千万年から1千万年前に形成されたと考える地質学者もいる。土地の伝承によれば、この川はナイル川に次いで2番目に古く、北米では最古の川と考えられている。しかしながら、川の成立年代を正確に同定することは非常に困難であり、ニュー川の推定成立年代に大きな幅があることから分かるように、主要な川の古さのランキングも確定したものではない。ニュー川は、おおむね南から北へと流れるが、これは南西から北東に向かうアパラチア山脈の地形や、大半が西から東に流れるバージニア州やノースカロライナ州の周囲の主要河川と整合しない。この特異性は、ニュー川が周囲の地形に遥かに先行して形成されたことを示すとも考えられるが、この仮説もまた実証されていない。

## 生物
ニュー川には、バス、マス、ウォールアイ（walleye）、マスキーパイク（muskellunge）、クラッピー（crappie）、ブルーギル、コイ、ナマズなど、釣りの対象となる多くの淡水魚が生息する。

## 歴史
ヨーロッパ人によるニュー川探検の最初の記録は、エイブラハム・ウッドが送った1671年の毛皮貿易のためのバッツ・フォーラム隊の探検である。「ウッズ川」などのニュー川の別称は、このエイブラハム・ウッドに因むものである。

## 観光
ウエストバージニア州ファイエット付近には、ニュー川渓谷橋（New River Gorge Bridge）が架けられている。また、ニュー川はラフティングでも非常に有名であり、いくつかのガイド付きツアーが行われている。

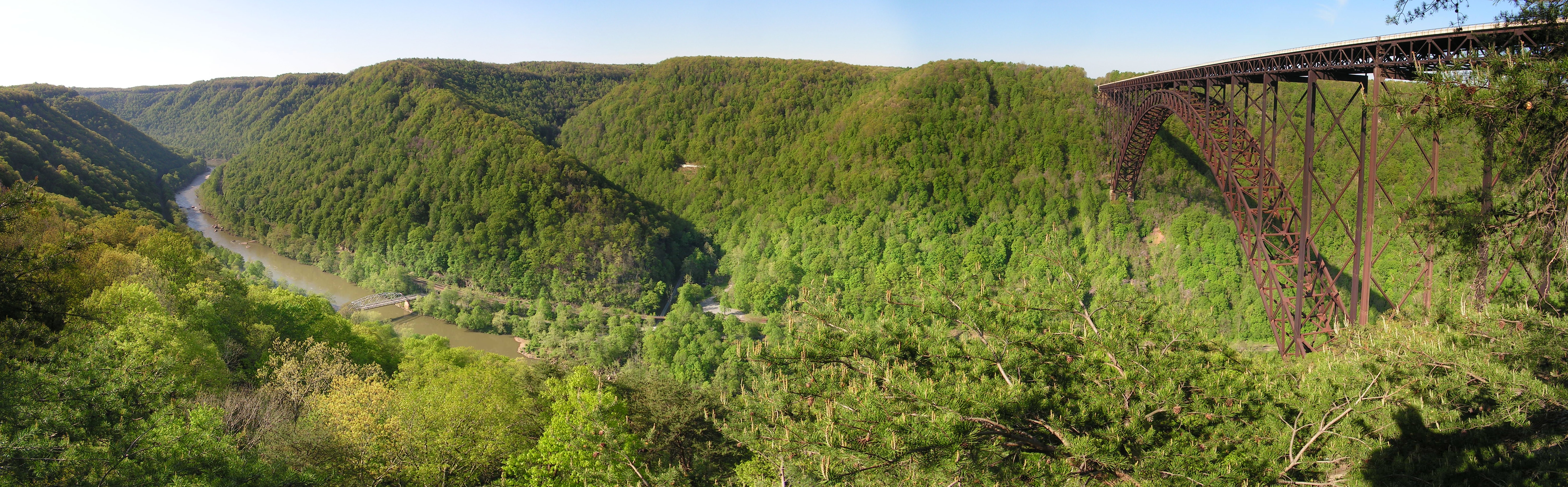
ファイエット付近のニュー川渓谷橋